# Oude sterrenwacht van Tartu
De Oude Sterrenwacht van Tartu (Estisch: Tartu Tähetorn) is een observatorium in Tartu, Estland. Het observatorium heeft een aanzienlijke geschiedenis en heeft bijgedragen aan belangrijk onderzoek op het gebied van astronomie.

## Geschiedenis
De bouw van de sterrenwacht van de toenmalige Keizerlijke Universiteit van Dorpat begon in 1808 en werd voltooid in 1810. Het duurde echter nog enkele jaren voordat alle benodigde instrumenten waren geïnstalleerd. Een opmerkelijke wetenschapper die verbonden was aan het observatorium was Friedrich Georg Wilhelm Struve, een astronoom van Baltisch-Duitse afkomst. Struve voerde geodetische metingen uit die bevestigden dat de aarde een bolvorm heeft. Als een van de meetpunten van Struve is de Oude Sterrenwacht van Tartu opgenomen in de UNESCO Werelderfgoedlijst. Struve gebruikte de Fraunhofer telescoop voor de studie van dubbelsterren en publiceerde in 1827 een catalogus met deze objecten. 
Een andere bekende wetenschapper die hier heeft gewerkt, is Ernst Öpik. Öpik was in 1922 de eerste die de afstand tot de Andromedanevel bepaalde, waarmee hij aantoonde dat er melkwegstelsels buiten de Melkweg bestaan. Zijn werk heeft bijgedragen aan ons begrip van de omvang van het universum.
De oude sterrenwacht was in gebruik tot 1964 toen de astronomen verhuisden naar het nieuwe Tartu Observatoorium.

## Heden
Tegenwoordig functioneert het observatorium als een museum en is het eigendom van het Universiteitsmuseum van Tartu. Het museum toont tentoonstellingen over de prestaties van wetenschappers zoals Struve en Öpik, evenals andere onderwerpen die verband houden met astronomie, geodesie en seismologie. Bezoekers hebben de mogelijkheid om lichtgevende sterrenbeelden te bestuderen, meteoren te tellen en echte meteorietfragmenten te verkennen. Daarnaast worden historische telescopen tentoongesteld, waaronder de waardevolle Fraunhofer-lens telescoop die wereldwijde bekendheid geniet.